# Vapenbrödrasocialisterna
Vapenbrödrasocialisterna var benämning på en mindre grupp socialdemokratiska tidigare medlemmar av Finlands vapenbrödraförbund, som upplöstes på grund av vapenstilleståndsavtalet 1944. 
Socialdemokraterna konkurrerade under efterkrigsåren under vapenbrödrasocialisternas ledning med Finlands kommunistiska parti om makten inom den fackliga och politiska arbetarrörelsen och avgick med segern, vilket i hög grad bidrog till att Finland kunde förbli en västerländsk demokrati. Gruppen kämpade även med den av Emil Skog ledda fackföreningsflygeln om hegemonin inom socialdemokratiska partiet. Denna konflikt utgjorde fröet till partiets tudelning på 1950-talet. Till de mera framträdande gestalterna bland vapenbrödrasocialisterna hörde Väinö Leskinen, Penna Tervo, Unto Varjonen, Yrjö Kilpeläinen och Aarre Simonen. Vapenbrödraflygelns kärna splittrades redan i början av 1950-talet, men Leskinen fortsatte verksamheten i högersocialdemokratins tecken.